# لاسلو بودائی
لاسلو بودائی (به مجاری: Budai László)(۱۹ ژوئیهٔ ۱۹۲۸ – ۲ ژوئیهٔ ۱۹۸۳) بازیکن و مربی فوتبال اهل مجارستان بود. او در باشگاه فوتبال فرنتس‌واروش، تیم ملی فوتبال مجارستان و تیم طلایی به همراه فرنتس پوشکاش به مدال طلای فوتبال بازی‌های المپیک تابستانی ۱۹۵۲ دست پیدا کرده‌است.